# سامرساید (جزیره پرنس ادوارد)
سامرساید  (به انگلیسی: Summerside) یک شهر در کانادا است که در استان جزیره پرنس ادوارد واقع شده‌است.

## خصوصیات
سامرساید ۲۸٫۳۶ کیلومترمربع مساحت و ۱۴٬۷۵۱ نفر جمعیت دارد و ۲۹ متر بالاتر از سطح دریا واقع شده‌است.